# ليونارد برودي
ليونارد برودي هو كاتب ورائد أعمال كندي، ولد في 4 يونيو 1971.